# Techum
Techum is een buurt in de gemeente Leeuwarden, in de Nederlandse provincie Friesland. De buurt maakt onderdeel uit van de wijk De Zuidlanden in het zuiden van de stad Leeuwarden. Techum is een woonwijk gebouwd met de eigenschappen van een waterdorp en wordt door de projectontwikkelaar ten onrechte aangeduid als 'buurtschap'. In 2022 telde de wijk 1.900 inwoners.

## Geschiedenis
Techum was voorheen een buurtschap op een terp. Vanaf de 9e eeuw kwamen schrijfwijzen als Dacheim, Teghum, Theigghum, Tichum enTechum voor. De plaatsnaam verwees naar de woonplaats van de persoon Daca. De terp bestond waarschijnlijk een tijdlang uit een grote boerderij.
In 1840 bestond de buurtschap uit vijf huizen en had 32 inwoners. In de tweede helft van de twintigste eeuw verdween de plaatsnaam. 
Er stond nog wel een boerderij die de naam droeg van de plaats. De kop-hals-rompboerderij werd in 1870 gebouwd. Op het opschrift van de gevelsteen valt te lezen dat de eerste steen was gelegd door K.G. van der Hem. In 2011 werd de toen wat vervallen boerderij opgekocht door het adviesbureau van de gemeente Leeuwarden om zich erin te vestigen en de boerderij te restaureren.
In 2006 is men begonnen met de bouw van de wijk. De boerderij en de terp zijn daarbij behouden.

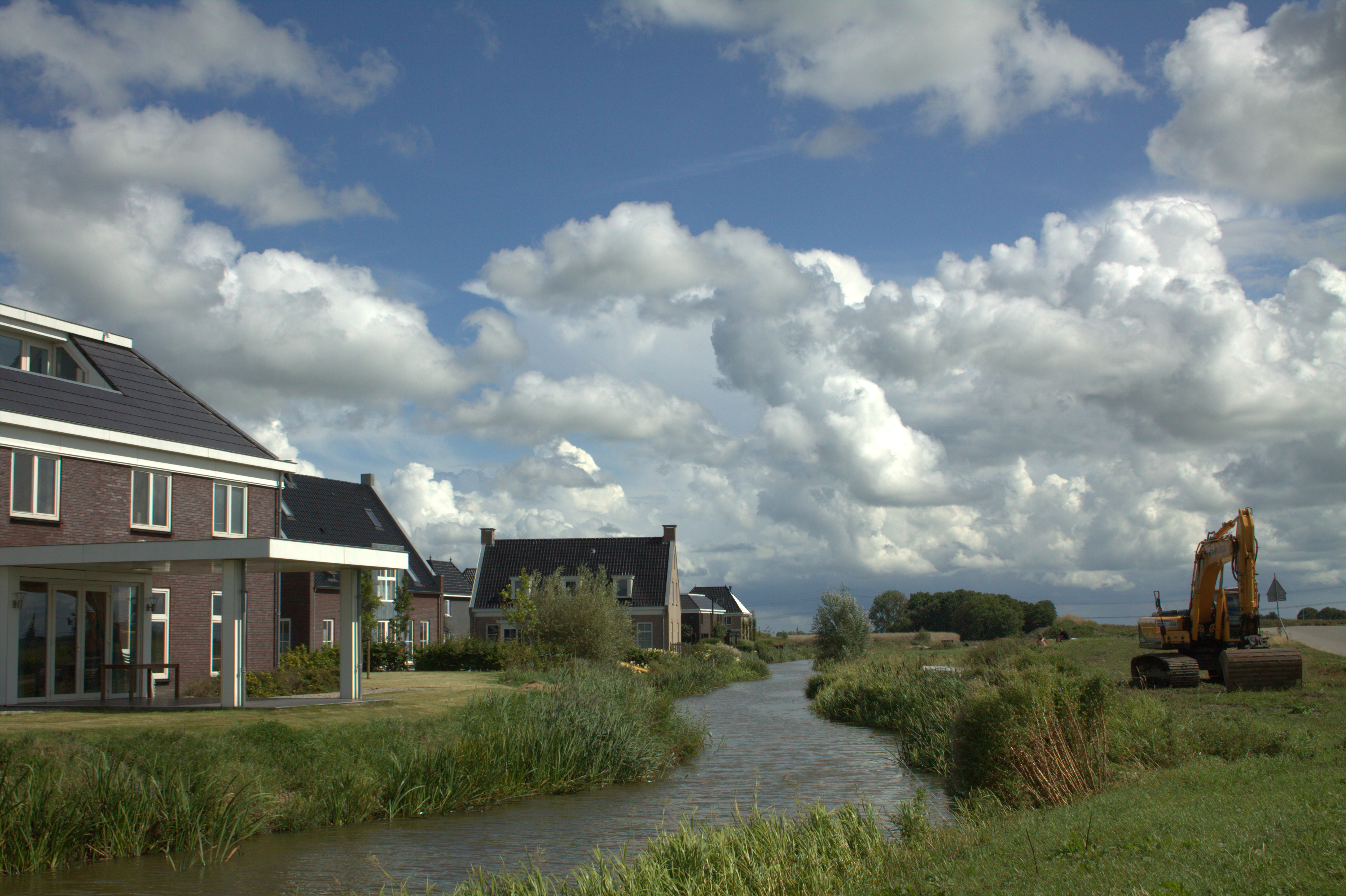
Bewoning langs de Boorne
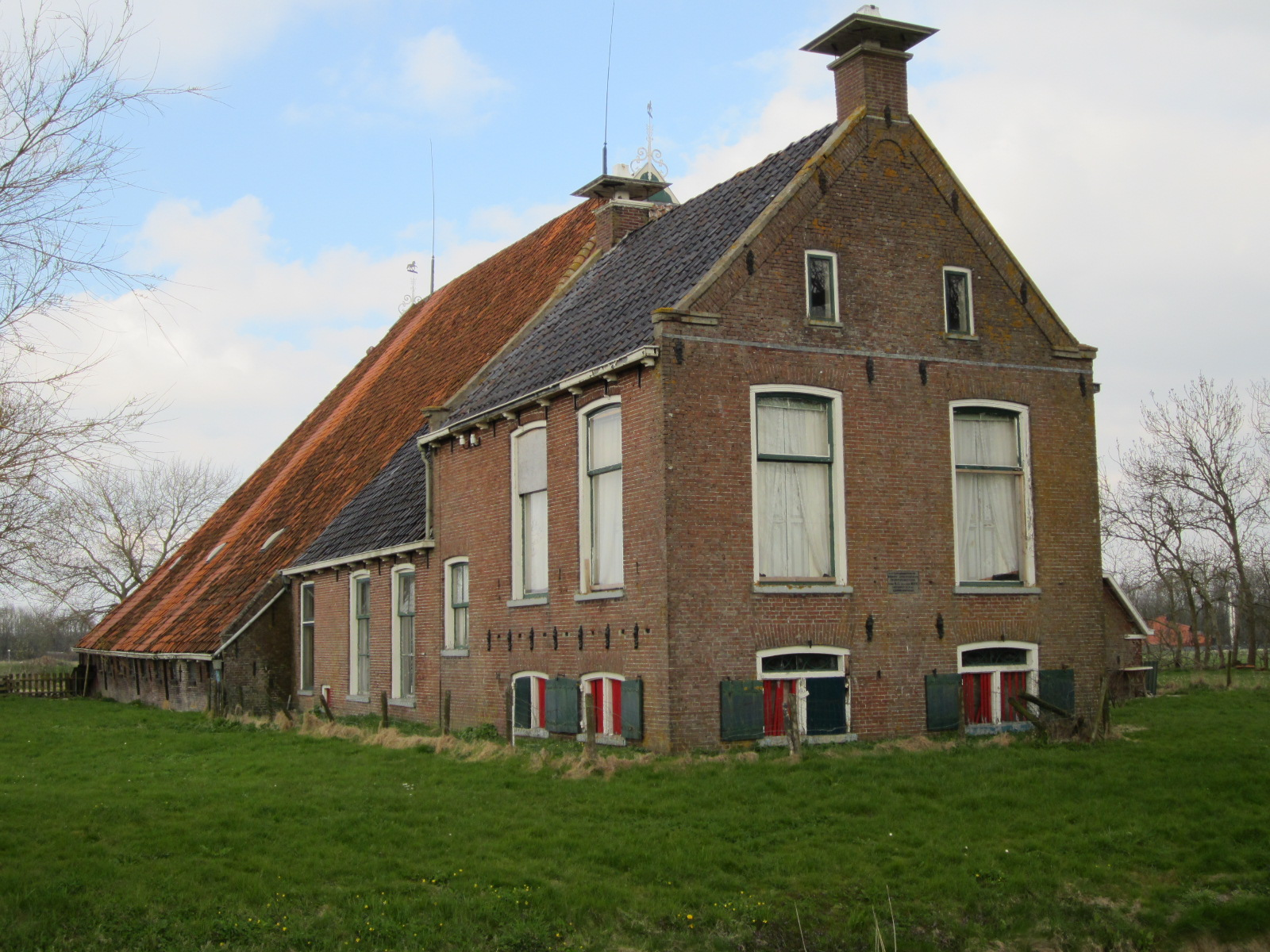
Boerderij Techum

## Onderwijs
De buurt kent twee basisscholen, Teresa en De Pionier.
Wijken: Aldlân & De Hemrik · Bilgaard & Havankpark e.o. · Binnenstad · Camminghaburen e.o.  · De Zuidlanden · Heechterp & Schieringen · Hempens/Teerns & Zuiderburen · Huizum-West · Middelsee · Nijlân & De Zwette · Oud-Oost · Potmargezone ·  Sonnenborgh e.o.  · Vossepark & Helicon · Vrijheidswijk · Westeinde e.o.

Voormalige wijken: Aldlân · Bedrijventerrein-Oost · Bedrijventerrein West · Camminghaburen · De Zwette · Grote Wielen & De Groene Ster · Huizum-Oost · Oldegalileën & Bloemenbuurt · Oranjewijk & Tulpenburg · Schieringen & De Centrale · Vlietzone · Tjerk Hiddes & Cambuursterhoek · Transvaalwijk & Rengerspark · Valeriuskwartier & Magere Weide · Vogelwijk & Muziekwijk

Buurten: Achter de Hoven · Aldlân-Oost · Aldlân-West · Barrahûs · Bilgaard · Blitsaerd · Bloemenbuurt · Blokhuisplein · Boksumerhoeke · Bonifatius ·  Buitengebied De Zwette · Buitengebied Noordwest · Buitengebied West · Cambuur · Cambuursterpad · Camminghaburen-Midden · -Noord · -Zuid · De Centrale · De Groene Ster · De Klamp · De Fellingen · De Waag · De Werp · De Zuidlanden · De Zwette I Harlingervaart ·  De Zwette II Zwettehaven ·  De Zwette III Schenkenschans · De Zwette IV Businesspark · De Zwette V  Newton · De Zwette VI Deinumerpolder · EnergieCampus Sylsterrak · Gerard Dou · Grote Kerkbuurt · Grote Wielen · Harlingervaart Noord · Havankpark · Havenstêd ·  Heechterp · Helicon · Hemrik · Hoek · Hollanderwijk · Huizum-Badweg · -Bornia · -Dorp · -Sixma · Indische buurt · Jan van Scorelbuurt · Julianapark · Magere Weide · Molenpad · Nieuwestad · Nijlân · Oldegalileën · Oldehove · Oranjewijk · Rapenburg · Rengerspark · Schepenbuurt · Schieringen · Snakkerburen · Sonnenborgh · Stationskwartier · Techum · Transvaalwijk · Tulpenburg · Valeriuskwartier · Vierhuisterweg e.o. · Vogelwijk · Vossepark · Welgelegen · Westeinde · Wetterstêd · Wiarda · Wielenpôlle · Zaailand · Zamenhofpark · Zeeheldenbuurt · Zuiderburen